# Abdelinho
Pour plus de détails, voir Fiche technique et Distribution.
Abdelinho est une comédie dramatique marocaine réalisée par Hicham Ayouch et sortie en 2021.

## Fiche technique
Sauf indication contraire, les informations mentionnées dans cette section peuvent être confirmées par les bases de données cinématographiques IMDb et Allociné,  présentes dans la section « Liens externes ».
- Titre original : Abdelinho
- Réalisation : Hicham Ayouch
- Scénario : Hicham Ayouch
- Musique : Carlos Bernardo
- Décors :
- Costumes :
- Photographie : Ludovic Zuili
- Montage : Julien Foure
- Son : Sara Kaddouri
- Production : Hicham Ayouch et Gianluca Chakra
  - Coproduction : Chadi Abo
- Société de production : Canal Plus Image International
- Société de distribution : Urban Distribution
- Pays de production :  Maroc
- Langue originale : arabe et portugais
- Format : couleur — 2,35:1
- Genre : comédie dramatique
- Durée : 100 minutes
- Dates de sortie :
  - Maroc : 30 septembre 2021
  - France : 
    - 24 octobre 2022 (Montpellier)
    - 16 août 2023 (en salles)

## Distribution
Sauf indication contraire ou complémentaire, les informations mentionnées dans cette section proviennent du générique de fin de l'œuvre audiovisuelle présentée ici.
- Ali Suliman : Amer Taleb
- Aderrahim Tamimi : Abdelinho
- Inês Monteiro : Maria
- José Guedes : Roberto Coutinho